# یواس‌اس اسپایس‌وود (ای‌ان-۵۳)
یواس‌اس اسپایس‌وود (ای‌ان-۵۳) (به انگلیسی: USS Spicewood (AN-53)) یک کشتی است که طول آن 194' 6" می‌باشد. این کشتی در سال ۱۹۴۳ ساخته شد.